# Bromelia brocchinia
Bromelia brocchinia é uma espécie vegetal pertencente à família Bromeliaceae, endêmica da região do Monte Roraima.